# نرتو
نرتو (به ایتالیایی: Nereto) یک کومونه در ایتالیا است که در استان تیرامو واقع شده‌است.

## خصوصیات
نرتو ۷ کیلومترمربع مساحت و ۴٬۹۹۳ نفر جمعیت دارد و ۱۶۳ متر بالاتر از سطح دریا واقع شده‌است.